# السادة (أسلم)

تعديل مصدري - تعديل

السادة هي إحدى قرى عزلة أسلم الشام بمديرية أسلم التابعة لمحافظة حجة، بلغ تعداد سكانها 216 نسمة حسب تعداد اليمن لعام 2004.